# Carl Heinrich Knorr
Carl Heinrich Theodor Knorr (ur. 15 maja 1800 w Meerdorf koło Brunszwiku, zm. 20 maja 1875 w Heilbronn) – niemiecki kupiec i przetwórca żywności, twórca przedsiębiorstwa spożywczego Knorr.

## Życiorys
Był synem Johannesa Christiana Juliusa Knorra (1766–1832), nauczyciela i kantora, oraz Johanny Dorothei Henriette z domu Rosenthal (1762–1845).
W roku 1828 zawarł związek małżeński z Henriettą Ziegenmeyer i zamieszkał w Osterode am Harz. Po śmierci żony (z którą miał jedną córkę) w 1834 roku przeniósł się do Hanau, gdzie był kupcem. Po raz drugi zawarł związek małżeński w 1838 roku z Amalie Henriettą Caroline Seyfardt z Heilbronn, poznaną w czasie podróży w interesach (małżonkom urodziło się trzech synów i dwie córki). Po ślubie przeniósł się do miasta żony i uzyskał w nim obywatelstwo. Założył tam własne przedsiębiorstwo, inwestując kapitał 10 000 guldenów, po połowie pochodzących z jego własnego majątku i z posagu żony. Oprócz handlu towarami spożywczymi i kolonialnymi zajmowało się ono wytwarzaniem suszonych owoców oraz surogatu kawy z cykorii, żołędzi i migdałów. Odbywało się to we własnym budynku, na którego postawienie otrzymał przywilej. „Niemiecka kawa” generowała znaczny obrót, który w roku 1844 wyniósł 25 000 guldenów, a pochodził nie tylko z Wirtembergii, do której należało Heilbronn, ale także z Badenii i Szwajcarii.
Zapewne z powodu rosnącej konkurencji i kłopotów finansowych Knorr sprzedał swoją fabrykę w 1855 roku krewnemu żony i kolejne dwa lata 1856–1858 zajmował się produkcją towarów tekstylnych. Następnie powrócił do handlu w branży spożywczej, przede wszystkim suszonymi owocami, a także suszonym zielonym ziarnem orkiszu, ryżem, kaszą jęczmienną i tapioką. Rynkiem sprzedaży były całe Niemcy, eksportował też swoje towary na Węgry. Do przetwórstwa żywności powrócił rozpoczynając wytwarzanie pęczaku.
We wczesnych latach 1870. przetwórstwo objęło także produkcję mąk z różnych surowców: zielonego orkiszu, grochu, soczewicy, fasoli, sago i tapioki. Mieli w tym udział synowie Knorra: Carl zajmujący się od 1866 roku sprzedażą i eksportem oraz Alfred, który od 1870 roku zaczął dbać o rozwój technologiczny przedsiębiorstwa. Towary Knorra były wówczas sprzedawane pod marką „Bienenkorb”. Wtedy też, zapewne pod wpływem badań Justusa Liebiga nad odżywaniem, zaczęły się eksperymenty nad mieszankami mąki z roślin strączkowych i suszonych zmielonych warzyw z dodatkiem przypraw.
W ciągu kolejnych lat po śmierci Carla Heinricha w 1875 roku nastąpił ogromny rozwój firmy i osiągnięcie przez nią międzynarodowego znaczenia jako producenta koncentratów spożywczych, do czego przyczyniło się powstanie II Rzeszy w 1871 i wywołana tym ogólna fala industrializacji w Niemczech.